# 昂桑 (热尔省)
昂桑（法語：Ansan，法語發音：[ɑ̃sɑ̃]）是法国热尔省的一个市镇，属于欧什区。

## 地理
昂桑（43°41'25"N, 0°46'28"E）面积7.76 平方千米，位于法国奧克西塔尼大區热尔省，该省份为法国西南部内陆省份，北起顺时针与洛特-加龙省、塔恩-加龙省、上加龙省、上比利牛斯省、大西洋比利牛斯省和朗德省接壤。
与昂桑接壤的市镇（或旧市镇、城区）包括：圣索维、欧比耶、布朗克福尔、克拉斯特、努加鲁莱。

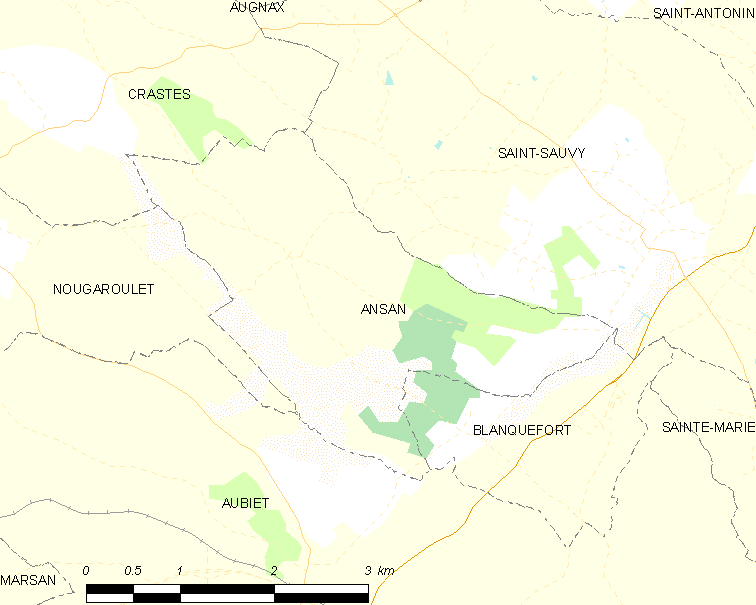
的OSM定位图

昂桑的时区为UTC+01:00、UTC+02:00（夏令时）。

## 行政
昂桑的邮政编码为32270，INSEE市镇编码为32002。

## 政治
昂桑所属的省级选区为欧什第二县。

## 人口

1962-2008年间人口变化图示

昂桑于2022年1月1日时的人口数量为74人。